# أيديوقراطية
الأيديوقراطية (لفظ منحوت يجمع بين «الأيديولوجيا» وكراتوس التي تعني «السلطة» باليونانية) هي «حكم دولة وفقًا لمبادئ أيديولوجية (سياسية) معينة؛ أو دولة قائمة تحكم بهذه الطريقة». إنها حكومة تقوم على أيديولوجيا أحادية - تختلف عن الدولة الاستبدادية التي تتميز بسلطة مركزية قوية وحريات سياسية محدودة. يمكن أن تكون الدولة الأيديوقراطية إما شمولية يُجبر فيها المواطنون على اتباع أيديولوجية، أو شعبوية (مواطنين يتبعون أيديولوجيا طواعية).
لكل حكومة قواعد أيديولوجية يتم من خلالها استخلاص الافتراضات والسياسات، ولكن الأيديوقراطية هي الحكومات التي سيطرت فيها أيديولوجية واحدة متأصلة بعمق في السياسة، والتي أصبحت السياسة متأصلة بعمق في جميع جوانب مجتمعها أو في معظمها. تقدم أيديولوجيا الأيديوقراطية نفسها على أنها نظام مطلق وعالمي وأسمى لفهم الحياة الاجتماعية، بقدر ما هي إله في نظام معتقد توحيدي.

## التحليلات
استخدم سيدني وبياتريس ويب مصطلح أيديوقراطية في عام 1936 وصكه نيقولا بيرديائيف في عام 1947. 
قد تتخذ الأيديوقراطية شكلًا شموليًا، يعتمد على القوة، أو شعبويًا، وتعتمد على الدعم الطوعي للمؤمنين الحقيقيين. يحتوي الشكل الشمولي على ستة مكونات؛ 1) الأيديولوجيا، 2) حزب واحد عادة له زعيم واحد، 3) شرطة إرهابية، 4) احتكار الاتصالات، 5) احتكار الأسلحة، 6) اقتصاد مخطط مركزيا.
وفقًا لبييكالكيويتز وبن، فإن الأيديوقراطية بالإضافة إلى ما سبق، تشبه دولة إسلامية صارمة أو ألمانيا النازية، تقمع البحث العلمي والمعرفة إذا ما تعارضت مع الأيديولوجية، يجادل بييكالكيويتز وبن بأن كل دولة إما عضوية (تعبير منظم عن مجتمع، يكون فيه كل الأفراد تابعين ومندمجين، كما تنتمي الأصابع إلى الجسد)، أو ميكانيكيةً / براغماتية (مفهوم مصطنع يكون فيه للأفراد حقوقًا ضد الدولة وهم متساوون). كما قال أدلاي ستيفنسون الثاني، «منذ بداية الوقت، كانت الحكومات منخرطة في ركل الناس. الإنجاز المذهل في العصر الحديث هو فكرة أن المواطنين يجب أن يقوموا بالركل».
تستمد الأيديوقراطيات شرعيتها السياسية، من وجهة نظر بييكالكيويتز وبن، من أحد المصادر الأيديولوجية التالية: الأمة، أو العرق، أو الطبقة، أو الثقافة. كما أنهم يعتقدون أن الأيديوقراطيين سوف يسلطون مشاعرهم بالذنب على مجموعات من اليهود والشيوعيين والرأسماليين والزنادقة - كقوى تقوض الأيديوقراطية. ترمز أكباش الفداء هذه إلى القوى التي يجب على التابعين الحقيقيين محاربتها داخل أنفسهم. يتم توجيه اللوم عن إخفاقات السياسة بعيدًا عن الأيديوقراطيين إلى أكباش الفداء، الذين يتعرضون لهجمات الغوغاء والإرهاب ووالمحاكمات الصورية والعقوبات المنمقة. في ألمانيا، أخذ هتلر هذا الدافع لإبادة اليهود كأولوية على أي هدف آخر.
يمكن لمواطني الدول التعددية أن يهاجروا بحرية، لكن أولئك الذين يتركون الأيديوقراطية يمكن وصفهم بالخونة.

## الجوانب النفسية
يقول بييكالكيويتز وبن بأن الأفراد داخل الأيديوقراطيات يطورون شخصية استبدادية من أجل النجاح أو البقاء على قيد الحياة. بعد فترة طويلة من انهيار الأيديوقراطية، ظل هؤلاء الأفراد يقاومون التحول الديمقراطي. إنهم يطورون عقلًا منغلقًا حيث يتغلب إدراكهم الذاتي داخل الأيديوقراطية على عداء العالم الخارجي «الهرطقي». يتم اعتماد الشعارات البسيطة وتكرارها كدليل على المطابقة والولاء. أولئك الذين لا يصدقون الأيديولوجية هم قدريون، ويدعمون النظام لأنهم يشعرون بالعجز عن تغييره، أو أنهم مكيافليين، يستغلون النظام بشكل ساخر لتحقيق غاياتهم الخاصة. كِلا المجموعتين تطوران شكلاً من أشكال التفكير المزدوج.
تتسامح أقلية صغيرة من محققي الذات مع الغموض، وهم قادرون على مقاومة نظام الاعتقاد الأحادي والاستمرار في البحث على المدى الطويل عن أفكار جديدة وإجابات معقدة.

## النشأة والاستقرار والتطور
وفقًا لبييكالكيويتز وبن، فإن الأيديوقراطيات ترتفع وتنخفض على النحو التالي.

### النشأة
أ) بعد انتهاء حرب أهلية: كما في الاتحاد السوفيتي والصين وكوبا ويوغوسلافيا. من أجل تأسيس الأيديوقراطية، يجب أن يكون هناك زعيم كاريزمي لا يرحم مثل: لينين، وماو، وكاسترو، وتيتو.
ب) الاستيلاء على السلطة: عادة ما يتولى حزب سياسي له زعيم حازم («القائد هو الحركة») السلطة عن طريق انقلاب، مما يؤسس لتأثير العربة: كما في إيطاليا الفاشية وألمانيا النازية، وفي إيران.
ج) في مستعمرة معزولة: على سبيل المثال، جنوب أفريقيا البيضاء، والمتشددون في نيو إنجلاند.

### الاستقرار
يستغرق هذا عادة من 10 إلى 15 سنة. لم يعد الزعيم نبيًا، ولكنه صار الآن مُؤله. هناك تطهير للأتباع وبيروقراطية للدولة والحزب. الاقتصاد مؤمم ومعبأ بالكامل لدعم الأيديوقراطية. سيكون هناك كبش فداء من الأعداء وإرهاب المنشقين.

### التطور
أ) التدمير الذاتي. قد يتسبب واحد أو أكثر مما يلي في حدوث تراجع. قد تنقسم الأيديوقراطية إلى «معسكرات متحاربة». قد ينتهي هذا بانقلاب عسكري، كما هو الحال في الأرجنتين البيرونية. قد يكون هناك تمرد شعبي. قد يصاب الاقتصاد بالركود، حيث تتجاوز الطلبات القدرة. قد تكون هناك هجمات خارجية من قبل دول أخرى تخشى انتشار الأيديولوجية،
ب) الانجراف السلمي. ينضج جيل جديد أقل حماسة وأكثر تسامحًا مع التعددية. أدت التطورات التكنولوجية والتعبير الفني (على سبيل المثال، مسرحيات فاتسلاف هافيل في تشيكوسلوفاكيا) إلى تآكل الإيمان بالإيديولوجية. تصبح القيادة نخبة مهنية أقل فاعلية.
ج) التجديد قد يمنع أو يؤجل الانهيار. يتم إعادة التفكير في الأيديولوجية وتكييفها، أو استبدالها بمجموعة جديدة تمامًا من المُثُل. على سبيل المثال، في بولندا، فشلت أيديوقراطية الشيوعية في عام 1980، والاعتراف بالتضامن النقابي التابعة لليخ فاونسا مما أدى إلى انقلاب عسكري وبداية حكم عسكري استبدادي. انتهت الشيوعية الرومانية فجأةً في عام 1989 وتولى الجيش الحكم مرة أخرى، وأعدم تشاوتشيسكو.

## تاريخ
وصف بييكالكيويتز وبن مصر الفرعونية، وبابل القديمة، وإمبراطوريات الأزتك والإنكا وأسبرطة، والدول الإسلامية، والإمبراطورية الروسية، والإمبراطورية الصينية بأنها أيديوقراطيات. كما استشهدَا بيوغوسلافيا تحت حكم تيتو، والأرجنتين البيرونية، والعراق تحت حكم صدام حسين، واتحاد الجمهوريات الاشتراكية السوفيتية، والبرتغال تحت حكم أنطونيو سالازار، وألبانيا، ودول حلف وارسو وإمبراطورية اليابان بين تلك التي نشأت وسقطت في القرن العشرين. لقد سعى كل من المتطرفين الكاثوليك والبروتستانت في أيرلندا الشمالية إلى حلول أيديوقراطية، ولكن تم إحباطها من قبل القوات البريطانية.
وفقًا لأوي باكس وستيفان كايليتس، فإن الاتحاد السوفيتي وإيطاليا تحت حكم الفاشية وألمانيا النازية وجمهورية ألمانيا الديمقراطية (ألمانيا الشرقية) نشأت جميعها وسقطت كأنظمة إيديوقراطية خلال القرن العشرين.
كان الشكل الشعبوي للأيديوقراطية قوة مهمة في التاريخ السياسي لأمريكا اللاتينية، حيث ظهر العديد من القادة الكاريزماتيين منذ بداية القرن العشرين.

### حديثًا
يسرد أوي باكس جمهورية الصين الشعبية، وكوريا الشمالية وكوبا الشيوعية أنها أنظمة تظهر حاليًا ميول أيديوقراطية. يدعي ويلفريد سبون أن «الصين أيديوقراطية»، لكن جوردون وايت يقول إنها لم تعد كذلك.
يستشهد بيكالكوفيتش وبن بسوريا وإيران وكوريا الشمالية والسودان على أنها إيديوقراطية لا تزال موجودة. في إسرائيل، يسعى المستوطنين اليهود المتدينين والقوميين المتطرفين فقط إلى حلول أيديوقراطية.
يؤكد بيتر برنهولز أن المملكة العربية السعودية، بإيديولوجيتها الوهابية، كانت أيديوقراطية منذ عام 1924.